# エロージャン・チンコ
エロージャン・チンコ（Erolcan Çinko または Erol Can Çinko, 1990年8月15日 - ）は、トルコ共和国出身のバスケットボール選手である。ポジションはシューティングガード。
なお、苗字のチンコ（Çinko）とはトルコ語で「亜鉛」を意味する言葉である。英語でいうところのZinc（ジンク）に該当する。

## 経歴
若手時代はバンドゥルマ・バンヴィトのジュニアチームに所属し、2007-08シーズンにプロデビュー。年代別のトルコ代表にも選出されており、2010年の20歳以下ヨーロッパ選手権に出場した。その後、幾度かの移籍を経て、2016年に所属したトラブゾンスポル・クラブにて3Pの名手として活躍、33％の決定率を記録した。
2019-2020シーズンはガズィアンテプ(英語版)でプレーし、国内リーグでのBSLでは16試合に出場し、1試合平均14.1分の出場で、2.9得点、1.4アシストという成績を残した。
2020-2021シーズンはOGM オルマンスポル(英語版)でプレーし、国内リーグでは28試合に出場し、1試合平均22.0分の出場で、6.9得点、1.2リバウンド、1.1アシストという成績を残し、前年からスタッツ面での向上が見られた。
2021年7月6日、ペトキムスポル(英語版)との契約が発表された。2021-2022シーズンは国内リーグで30試合に出場し1試合平均14.4分の出場で、4.4得点、1.0アシストという成績を残した。
2022年6月30日、トルコの2部リーグであるTBL（英語版）に所属するシゴルタム.net イスタンブールとの契約が発表された。